# Universo (chanson de Blas Cantó)
Chansons représentant l'Espagne au Concours Eurovision de la chanson
La venda
(2019) Voy a quedarme
(2021)
Singles de Blas Cantó
Si te vas
(2019)
Universo (« Univers ») est une chanson du chanteur espagnol Blas Cantó. Elle a été sélectionnée en interne avec son interprète pour représenter l'Espagne au Concours Eurovision de la chanson 2020 devant se dérouler à Rotterdam aux Pays-Bas mais finalement annulé en raison de la pandémie de Covid-19.

## Liste de titres
| 1. | Universo | 3:02 |

## À l'Eurovision

### Sélection
La chanson Universo est choisie pour représenter l'Espagne au Concours Eurovision de la chanson 2020, après que celle-ci et son interprète Blas Cantó aient été sélectionnés en interne. Le concours est cependant annulé.

## Historique de sortie
| Pays   | Date            | Format                       | Label  | Réf.  |
| ------ | --------------- | ---------------------------- | ------ | ----- |
| Divers | 31 janvier 2020 | - Téléchargement - streaming | Warner | [ 2 ] |